# 1954年の広島カープ
1954年の広島カープでは、1954年シーズンについての広島カープの動向についてまとめる。
この年の広島カープは、白石勝巳選手兼任監督の2年目のシーズンである。

## 概要
球団初の4位になったチームは初のAクラス入りが期待されたが、巨人や阪神などの既存球団と違って特定の親会社を持たなかった。それでも、広島財界の総意で設立されたこともあり何とか球団を保持していた。肝心のチーム成績はAクラス入りを期待されながらも首位の巨人と10ゲームを離される最悪のスタート。この年は大洋松竹が開幕からぶっちぎりで最下位を独走したこともあり、国鉄との4位争いが終盤まで続いた。9月以降は国鉄を逆転して4位を守ったが、最終的にこの年初優勝の中日に29.5ゲーム差、3位阪神には13.5ゲーム差を付けられて5年連続のBクラスとなり、悪戦苦闘の日々はまだ続く。

## チーム成績

### レギュラーシーズン
| 1 | 左 | 銭村健四   |
| 2 | 二 | 金山次郎   |
| 3 | 一 | 大沢伸夫   |
| 4 | 中 | 小鶴誠     |
| 5 | 捕 | 門前真佐人 |
| 6 | 三 | 山川武範   |
| 7 | 右 | 長持栄吉   |
| 8 | 投 | 長谷川良平 |
| 9 | 遊 | 米山光男   |

| 順位 | 4月終了時 | 4月終了時 | 5月終了時 | 5月終了時 | 6月終了時 | 6月終了時 | 7月終了時 | 7月終了時 | 8月終了時 | 8月終了時 | 9月終了時 | 9月終了時 | 最終成績 | 最終成績 |
| ---- | --------- | --------- | --------- | --------- | --------- | --------- | --------- | --------- | --------- | --------- | --------- | --------- | -------- | -------- |
| 1位  | 巨人      | --        | 中日      | --        | 巨人      | --        | 巨人      | --        | 中日      | --        | 中日      | --        | 中日     | --       |
| 2位  | 中日      | 1.5       | 巨人      | 0.0       | 中日      | 3.0       | 中日      | 4.0       | 巨人      | 1.5       | 巨人      | 6.0       | 巨人     | 5.5      |
| 3位  | 大阪      | 2.5       | 大阪      | 2.0       | 大阪      | 6.5       | 大阪      | 8.0       | 大阪      | 10.0      | 大阪      | 15.0      | 大阪     | 16.0     |
| 4位  | 国鉄      | 5.0       | 国鉄      | 4.0       | 国鉄      | 7.5       | 国鉄      | 13.0      | 国鉄      | 22.0      | 広島      | 26.0      | 広島     | 29.5     |
| 5位  | 広島      | 10.0      | 広島      | 7.5       | 広島      | 13.5      | 広島      | 15.5      | 広島      | 22.0      | 国鉄      | 27.0      | 国鉄     | 32.0     |
| 6位  | 洋松      | 11.0      | 洋松      | 19.0      | 洋松      | 26.5      | 洋松      | 31.5      | 洋松      | 43.5      | 洋松      | 51.0      | 洋松     | 55.0     |

| 順位 | 球団             | 勝 | 敗 | 分 | 勝率 | 差   |
| 1位  | 中日ドラゴンズ   | 86 | 40 | 4  | .683 | 優勝 |
| 2位  | 読売ジャイアンツ | 82 | 47 | 1  | .636 | 5.5  |
| 3位  | 大阪タイガース   | 71 | 57 | 2  | .555 | 16.0 |
| 4位  | 広島カープ       | 56 | 69 | 5  | .448 | 29.5 |
| 5位  | 国鉄スワローズ   | 55 | 73 | 2  | .430 | 32.0 |
| 6位  | 洋松ロビンス     | 32 | 96 | 2  | .250 | 55.0 |

## できごと
- 6月12日：国鉄戦、抑え役の片山博は9回交代早々、安居玉一に初球をホームラン打たれ逆転負け、「1球敗戦投手」となる。1球敗戦投手は1948年5月29日、中日×巨人での川崎徳次（巨人）に続く2人目で、2リーグ分裂後では初。なお勝利投手の北畑利雄はわずか、交代直後に2球しか投げておらず、勝利投手と敗戦投手の合計が「3球」という珍しい記録となった。

## オールスターゲーム1954
| ファン投票 | 選出なし   |        |          |
| 監督推薦   | 長谷川良平 | 松山昇 | 銭村健四 |

## 表彰選手
| リーグ・リーダー |
| ---------------- |
| 受賞者なし       |

| 選出なし |